# Episodi di Batman: The Brave and the Bold (terza stagione)
La terza e ultima stagione della serie animata Batman: The Brave and the Bold, composta da tredici episodi, andò in onda negli Stati Uniti d'America tra il 15 aprile e l'11 novembre 2011, mentre in Italia andò in onda tra il 17 e il 29 aprile 2014.
| nº | Titolo originale                  | Titolo italiano                      | Prima TV USA      | Prima TV Italia |
| -- | --------------------------------- | ------------------------------------ | ----------------- | --------------- |
| 1  | Joker: The Vile and Villainous!   | Joker ritrova Weeper                 | 15 aprile 2011    | 17 aprile 2014  |
| 2  | Shadow of the Bat!                | Batman vampiro                       | 22 aprile 2011    | 18 aprile 2014  |
| 3  | Night of the Batman!              | La notte dei Batman                  | 29 aprile 2011    | 19 aprile 2014  |
| 4  | Scorn of the Star Sapphire!       | Un segreto da custodire              | 16 settembre 2011 | 20 aprile 2014  |
| 5  | Battle of the Superheroes!        | Inganno alla Kryptonite              | 25 marzo 2011     | 21 aprile 2014  |
| 6  | Time Out for Vengeance!           | Vendetta senza tempo                 | 23 settembre 2011 | 22 aprile 2014  |
| 7  | Sword of the Atom!                | Atom nella giungla                   | 30 settembre 2011 | 23 aprile 2014  |
| 8  | Triumvirate of Terror!            | Supereroi contro super criminali     | 7 ottobre 2011    | 24 aprile 2014  |
| 9  | Bold Beginnings!                  | Primi giochi di squadra              | 14 ottobre 2011   | 25 aprile 2014  |
| 10 | Powerless!                        | Eroe senza poteri                    | 21 ottobre 2011   | 26 aprile 2014  |
| 11 | Crisis: 22,300 Miles Above Earth! | Crisi: 22.300 miglia sopra la Terra! | 28 ottobre 2011   | 27 aprile 2014  |
| 12 | Four Star Spectacular!            | Quattro storie, quattro supereroi    | 4 novembre 2011   | 28 aprile 2014  |
| 13 | Mitefall!                         | The End                              | 11 novembre 2011  | 29 aprile 2014  |